# Michael Bruce
Michael Bruce (16 de março de 1948) é um músico americano mais famoso por ter sido membro original da banda Alice Cooper nos anos 70, e atualmente trabalha com sua própria banda, o The Michael Bruce Group, cujo último álbum foi Halo of Ice.